# Chaetocnema tibialis
Chaetocnema tibialis är en skalbaggsart som först beskrevs av Johann Karl Wilhelm Illiger 1807.  Chaetocnema tibialis ingår i släktet Chaetocnema, och familjen bladbaggar. Arten har ej påträffats i Sverige.